# Spirobranchus gardineri
Spirobranchus gardineri är en ringmaskart som beskrevs av Pixell 1913. Spirobranchus gardineri ingår i släktet Spirobranchus och familjen Serpulidae. Inga underarter finns listade i Catalogue of Life.